# 傀儡统治者
傀儡统治者（英語：puppet ruler）指虽然宣称拥有政治权力而实际由外部势力操纵之领袖。外部势力可能来自外国政府，在这种情况下，傀儡统治者实际控制的地区则作傀儡国家。但傀儡统治者也可能受到内部势力（例如民选官员）所控制。

## 案例

### 中國
中國歷史上曾多次發生君主被架空為傀儡統治者，由權臣、後宮、外戚、宦官等勢力專權的時期。

### 拉丁美洲
通过傀儡总统执政长期以来一直是拉丁美洲各国的一种政治手段。许多独裁者和强人出于部分原因正式将权力移交给其他官员，以遵守宪法规定的任期及选举限制，为军政府统治提供一个伪民选领袖，或离开首都开始半退休。有时通过傀儡统治的强人包括智利的迭戈·波塔萊斯、哥伦比亚的拉斐尔·努涅斯、哥斯达黎加的托馬斯·瓜迪亞·古鐵雷斯、古巴的富尔亨西奥·巴蒂斯塔 、多米尼加的尤里塞斯·厄魯和拉斐尔·特鲁希略、厄瓜多尔的加布里埃尔·加西亚·莫雷诺、海地的拉乌尔·塞德拉斯、墨西哥的波费里奥·迪亚斯和普鲁塔尔科·埃利亚斯·卡列斯、尼加拉瓜索摩查家族、巴拿马的何塞·安东尼奥·雷蒙·坎特拉及奧馬爾·托里霍斯和曼纽尔·诺列加、苏里南的德西·鲍特瑟、以及委内瑞拉的安東尼奧·古斯曼·布蘭科和胡安·比森特·戈麦斯 。虽然经由实际掌权人设立的傀儡政府经常倒台，但在极少数情况下，“傀儡”后来凭借自身实权成为重要的政治人物。例如，拉萨罗·卡德纳斯转向在野并将卡列斯流放到美国，华金·巴拉格尔在特鲁希略被暗杀后六次当选多米尼加总统。

### 美国
傀儡统治者不一定是国家领袖。例如，奥斯卡·K·艾伦在担任路易斯安那州州长期间被普遍认为是休伊·皮尔斯·朗的傀儡。
一些批评者和媒体成员指控美国前总统乔治·沃克·布什是副总统迪克·切尼的傀儡。例如在布什于2000年当选后不久，《周六夜现场》播放了一个短剧，威尔·法洛饰演的布什哀叹“切尼将成为一个强硬的老板”。然而这些说法很可能夸大了事实。虽然切尼对布什有巨大影响且有可能会操纵他，但布殊无法被视为严格意义上的傀儡统治者。

### 其他
歷史上有入侵者扶植傀儡君主而自己掌握實權的例子，如靖康之變後被大金扶植的劉豫。
被废黜的原清朝皇帝溥仪通常被认为是大日本帝国入侵中國東北地區後扶植的傀儡政權满洲国的傀儡统治者。納粹德國在二戰期間攻佔法國後，上任的維希法國統治者菲利普·貝當，亦被視作為傀儡統治者的典型例子。
截至2021年，塞尔维亚总理安娜·布纳比奇被政治学家克里斯·祖巴认定为是政府首脑在政治上广泛依赖执政党领袖的例子，布纳比奇亦被反对党领袖和部分观察员认为是塞尔维亚总统亞歷山大·武契奇的傀儡（即使塞尔维亚总统在宪法上没有实权）。布纳比奇承认该指控，甚至表示武契奇应该充当总理的“导师”。